# Artie Lange
Arthur Steven "Artie" Lange, Jr. (født 11. oktober 1967) er en amerikansk filmskuespiller.